# Tratado de París (1951)
El Tratado de París (formalmente Tratado Constitutivo de la Comunidad Europea del Carbón y del Acero), firmado el 18 de abril de 1951 entre la República Federal Alemana, Bélgica, Francia, Italia, Luxemburgo y los Países Bajos, fue el tratado que dio origen a lo que posteriormente sería la Unión Europea. El tratado estableció la Comunidad Europea del Carbón y del Acero (CECA) que formó parte, primero, de las Comunidades Europeas y, luego, de la Unión Europea. Entró en vigor el 23 de julio de 1952 y expiró el 23 de julio de 2002, exactamente cincuenta años después de su nacimiento, tal como estaba previsto en su tratado. Las competencias en materia de producción y comercio del carbón y el acero fueron asumidos en ese momento por la Comunidad.

## Historia
Después de la Segunda Guerra Mundial, las industrias de base, en particular la siderurgia, necesitaban una reorganización. El futuro de Europa, amenazado por el enfrentamiento Este-Oeste, pasaba por una reconciliación franco-alemana.
El llamamiento que lanzó el 9 de mayo de 1950 el ministro francés de Asuntos Exteriores, Robert Schuman, puede considerarse el punto de partida de la Europa comunitaria. La elección del carbón y del acero era, en esa época, altamente simbólica. A principios de los años 50, el carbón y la siderurgia eran industrias fundamentales, base de la potencia de un país. Además del evidente interés económico, la puesta en común de los recursos franceses y alemanes complementarios debía señalar el final del antagonismo entre estos dos países. El 9 de mayo de 1950, Robert Schuman declaraba: «Europa no se hará de golpe ni en una construcción de conjunto. Se construirá mediante logros concretos, creando primero una solidaridad de hecho». Sobre la base de este principio firmaron Francia, Italia, Alemania y los países del Benelux (Bélgica, los Países Bajos y Luxemburgo) el Tratado de París, que aseguraba esencialmente:
- La libre circulación de los productos y el libre acceso a las fuentes de producción.
- La vigilancia permanente del mercado para evitar disfunciones que hicieran necesaria la instauración de cuotas de producción.
- El respeto de las reglas de competencia y de transparencia de los precios.
- El apoyo a la modernización del sector y a la reconversión.

El Tratado pudo llevarse a buen fin gracias a la decidida y coordinada acción de Schuman, de Jean Monnet, del canciller alemán Konrad Adenauer y del presidente del Consejo de Ministros italiano, Alcide de Gasperi, considerados los "padres de Europa".

## Finalidad
La creación de la CECA no era, según las intenciones declaradas por sus promotores, más que una primera etapa en la vía que conduciría a la «federación europea». El mercado común del carbón y del acero debía permitir experimentar una fórmula que pudiera extenderse progresivamente a otros ámbitos económicos y que llevara en último término a la construcción de una Europa política.
El Tratado permitió establecer las bases de la arquitectura comunitaria al crear un organismo ejecutivo conocido como «Alta Autoridad», una Asamblea Parlamentaria, un Consejo de Ministros, un Tribunal de Justicia y un Comité Consultivo.

## Expiración
Celebrado con una duración prevista de 50 años, el Tratado CECA expiró el 23 de julio de 2002. El valor neto del patrimonio de la CECA en el momento de su disolución se destinó a la investigación en los sectores relacionados con la industria del carbón y del acero a través de un fondo y de un programa de investigación en estos ámbitos.